# Kanton Tannay
Kanton Tannay (francouzsky Canton de Tannay) je francouzský kanton v departementu Nièvre v regionu Burgundsko. Tvoří ho 20 obcí.

## Obce kantonu
- Amazy
- Asnois
- Dirol
- Flez-Cuzy
- Lys
- La Maison-Dieu
- Metz-le-Comte
- Moissy-Moulinot
- Monceaux-le-Comte
- Neuffontaines
- Nuars
- Ruages
- Saint-Aubin-des-Chaumes
- Saint-Didier
- Saint-Germain-des-Bois
- Saizy
- Talon
- Tannay
- Teigny
- Vignol